# هیروشی نارازاکی
هیروشی نارازاکی (انگلیسی: Hiroshi Narazaki؛ زادهٔ ۱ ژوئن ۱۹۸۱) بازیکن فوتبال اهل ژاپن است.
از باشگاه‌هایی که در آن بازی کرده‌است می‌توان به باشگاه فوتبال ساگان توسو اشاره کرد.